# Mystacina robusta
Mystacina robusta é uma espécie de morcego da família Mystacinidae. Endêmico da Nova Zelândia. Não há registros confirmados para a espécie desde 1967 quando ela foi encontrada na ilha Big South Cape (próxima a ilha Stewart). É possível que ainda persista em algumas outras pequenas ilhas próximas a ilha Stewart.